# Flughafen Copacabana

i7
i11
i13
Der Flughafen Tito Yupanqui Copacabana (spanisch: Aeropuerto Tito Yupanqui; IATA-Code: keiner vorhanden, ICAO-Code: SLCC) ist der Flughafen von Copacabana, einer Stadt im Departamento La Paz im Westen Boliviens. Der Flughafen liegt 2,5 km südsüdwestlich der Stadt, das Flugfeld verläuft nordost-südwestlich und ist von allen Seiten außer der Seeseite im Südwesten von Bergen umgeben.
Durch die Höhe von etwa 3835 m über dem Meer gibt es erhöhte Anforderungen bei der Nutzung. So besitzt der Flughafen eine relativ lange Start- und Landebahn und kann trotzdem nur von relativ kleinen Flugzeugen angeflogen werden.

## Geschichte
Der Flughafen wurde am 11. Juli 2018 eröffnet, der Bau hatte 45,3 Mio. Bolivianos gekostet. Durch seine Lage am Titicacasee ist Copacabana ein wichtiges Zentrum des bolivianischen Tourismus. Dieser soll mit der Eröffnung des Flughafens gestärkt werden. Es wird angestrebt, Flugverbindungen zum Flughafen El Alto anzubieten, da die Fahrt nach La Paz über Land auf Grund der umständlichen Querung der Straße von Tiquina per Boot relativ lange dauert, weil keine Brücke existiert. Auch zukünftige Flüge in peruanische Städte werden teilweise für möglich gehalten. Der Flughafen wird jedoch seit der Einführung bisher (Stand August 2023) nicht genutzt, er ist geschlossen und es bestehen zurzeit keine konkreten Pläne, kommerzielle Flüge nach Copacabana anzubieten.
Benannt wurde der Flughafen nach Francisco Tito Yupanqui, einem durch die Spanier christianisierten Nachfahren der Inka, der durch seine Holzschnitzarbeiten bekannt geworden ist. Sein berühmtestes Werk ist die Jungfrau von Copacabana, eine Marienstatue, die in der Wallfahrtskirche von Copacabana steht und als Schutzheilige des Titicacasees verehrt wird.